# Pałac w Sławnikowicach
Pałac w Sławnikowicach – wybudowany w XVIII w. w Sławnikowicach.

## Położenie
Pałac położony jest we wsi w Polsce, w województwie dolnośląskim, w powiecie zgorzeleckim, w gminie Zgorzelec.

## Historia
Obiekt jest częścią zespołu pałacowego, w skład którego wchodzi jeszcze park.